# Marko Vincic
Marko Vincic (* 16. Juni 1986) ist ein kroatischer Skeletonfahrer.
Marko Vincic lebt in Bregana. Er begann 2003 mit dem Skeletonsport und gehört dem Nationalkader Kroatiens seit 2006 an. Im Dezember des Jahres gab er auf der Kombinierten Kunsteisbahn am Königssee sein Debüt im Skeleton-Europacup und wurde 43. Im September 2007 wurde er in Split Anschubweltmeister. In der Saison 2007/08 belegte der Kroate im Europacup meist Ränge zwischen Platz 20 und 30. Im Februar 2008 startete er bei der Junioren-Weltmeisterschaft in Igls, wo er einen guten elften Platz belegte. Zum Beginn der Skeleton-Weltcup-Saison 2008/09 startete Vincic in Winterberg erstmals in dieser höchsten Rennserie und gewann als 23. erste Weltcuppunkte.
| Personendaten    | Personendaten              |
| ---------------- | -------------------------- |
| NAME             | Vincic, Marko              |
| KURZBESCHREIBUNG | kroatischer Skeletonfahrer |
| GEBURTSDATUM     | 16. Juni 1986              |